# چرخ‌دنگ ریفلر
چرخ‌دنگ ریفلر (انگلیسی: Riefler escapement) یک سازوکار بسیار دقیق تنظیم زمان در ساعت‌های آونگ‌دار است که در اواخر قرن نوزدهم توسط زیگموند ریفلر، ساعت‌ساز آلمانی، اختراع شد. این چرخ‌دنگ به خاطر دقت بی‌نظیر و پایداری حرارتی بالا، در ساعت‌های نجومی و رصدخانه‌ها مورد استفاده قرار می‌گرفت و به عنوان یکی از دقیق‌ترین چرخ‌دنگ‌های مکانیکی در تاریخ شناخته می‌شود.
چرخ‌دنگ ریفلر از یک آونگ با میله‌ای از جنس اینوار (آلیاژی با انبساط حرارتی بسیار کم) و یک چرخ‌دنگ خاص تشکیل شده است. این چرخ‌دنگ دارای یک چرخ گریز با خارهای عمودی و یک شاخک کوچک است که به آونگ متصل است. شاخک به گونه‌ای طراحی شده است که با خارهای چرخ گریز درگیر می‌شود و حرکت آن را کنترل می‌کند.
در حین نوسان آونگ، شاخک به‌طور متناوب با خارهای چرخ گریز درگیر می‌شود و مانع از چرخش آزاد آن می‌شود. این درگیری و رهاسازی باعث می‌شود که چرخ گریز با سرعت کنترل‌شده‌ای بچرخد و انرژی لازم برای حفظ نوسان آونگ را فراهم کند.
چرخ‌دنگ ریفلر به دلیل طراحی خاص خود، اصطکاک بسیار کمی دارد و در نتیجه سایش کمتری را تجربه می‌کند. همچنین، استفاده از میله اینوار در آونگ باعث می‌شود که این سازوکار در برابر تغییرات دما بسیار پایدار باشد و دقت زمان‌سنجی بالایی را ارائه دهد.
ساعت‌های مجهز به چرخ‌دنگ ریفلر می‌توانستند به دقت فوق‌العاده‌ای دست یابند، به طوری که خطای آنها در طول یک سال تنها چند ثانیه بود. این ساعت‌ها در رصدخانه‌ها و آزمایشگاه‌های علمی برای اندازه‌گیری دقیق زمان و انجام آزمایش‌های حساس مورد استفاده قرار می‌گرفتند.
با این حال، چرخ‌دنگ ریفلر به دلیل پیچیدگی ساخت و تنظیم، بسیار گران‌قیمت بود و تنها در ساعت‌های بسیار دقیق و با کیفیت بالا استفاده می‌شد. با ظهور ساعت‌های کوارتز و اتمی در قرن بیستم، استفاده از چرخ‌دنگ ریفلر کاهش یافت، اما همچنان به عنوان یک شاهکار مهندسی و یک نمونه برجسته از دقت زمان‌سنجی مکانیکی شناخته می‌شود.